# Белов, Герман Витальевич
Герман Витальевич Белов (20 декабря 1944, пос. Водники, Московская область, РСФСР — 9 ноября 2012, Долгопрудный, Московская область, Российская Федерация) — советский и российский спортсмен и тренер по парусному спорту, заслуженный тренер России, судья республиканской категории по парусному спорту.

## Биография
В 1968 г. окончил МВТУ имени Н. Э. Баумана по специальности инженер-механик и в 1985 г. — Краснодарский государственный институт физической культуры по специальности тренер-преподаватель.
- 1957—1974 гг. — активно занимался парусным спортом, участвовал в чемпионатах СССР, России и Литвы в составе сборных команд г. Москвы и республик СССР. Выступал на яхтах класса «Летучий Голландец». В 1971 г. стал победителем 5-й Спартакиады народов СССР (чемпионата СССР) в этом классе судов.
- 1964 г. — получил звание мастера спорта СССР. Призер и победитель первенств и Чемпионатов Москвы, чемпионатов СССР, России и Литвы.
- 1974—1989 гг. — главный тренер сборной команды СССР по парусному спорту по РСФСР. За это время были подготовлены победители и чемпионы СССР, Европы и 6 спортсменов стали чемпионами мира. Принимал активное участие в создании первой в России кафедры парусного спорта в Краснодарском институте физической культуры, который впоследствии закончили десятки членов сборной команды и их тренеры.

Последние годы работал директором спортивной школы «Парус» в городе Долгопрудном, активно участвовал в возрождении и развитии студенческого парусного спорта в Российской Федерации и ведущем техническом вузе РФ  - МФТИ. 
Вернул к жизни студенческую парусную секцию МФТИ и тренировал ее спортсменов в 2006 — 2012 годах. Под его руководством студенты МФТИ с нулевого уровня за 4 года доросли до участников и призеров Чемпионатов России, выполнили нормативы от 3 взрослого до КМС. Впоследствии, после 25-летнего перерыва, приняли участие в студенческом Кубке Мира SYWOC по парусному спорту 2017 года.   
Скончался 9 ноября 2012 года после онкологического заболевания. Похоронен на Лианозовском кладбище.

## Награды и звания
Награждён почетным знаком Олимпийского Комитета России «За заслуги в развитии олимпийского движения в России» и правительством Московской области «За заслуги в развитии физической культуры и спорта в Московской области».

## Память

Мемориальная доска на здании по адресу: город Долгопрудный, Парковая улица, дом 14а, где работал Белов Герман Витальевич

- Памятная доска на здании спортшколы "Парус" в Долгопрудном, Парковая улица 14а[7]
- С 2013 года проводится «Кубок Белова» — серия регат для студентов на Клязьминском водохранилище[8]